# Goljamo Tsjotsjoveni
Goljamo Tsjotsjoveni (Bulgaars: Голямо Чочовени; Golyamo Chochoveni) is een dorp in Bulgarije. Het dorp is gelegen in de gemeente Sliven, oblast  Sliven en ligt op 230 kilometer afstand van Sofia.

## Bevolking
Op 31 december 2019 telde het dorp 158 inwoners, een daling vergeleken met het maximum van 561 inwoners in 1946.
| Bevolkingsontwikkeling tussen 1934 en 2019          |
| --------------------------------------------------- |
|                                                     |
| Bron: Nationaal Statistisch Instituut van Bulgarije |

In het dorp wonen nagenoeg uitsluitend etnische Bulgaren (95%).
| Etnische samenstelling van de respondenten (2011) | Etnische samenstelling van de respondenten (2011) | Etnische samenstelling van de respondenten (2011) | Etnische samenstelling van de respondenten (2011) | Etnische samenstelling van de respondenten (2011) |
| ------------------------------------------------- | ------------------------------------------------- | ------------------------------------------------- | ------------------------------------------------- | ------------------------------------------------- |
|                                                   |                                                   |                                                   |                                                   |                                                   |
| Bulgaren                                          | Bulgaren                                          |                                                   | 94,9%                                             | 94,9%                                             |
| Turken                                            | Turken                                            |                                                   | 0,0%                                              | 0,0%                                              |
| Roma                                              | Roma                                              |                                                   | 0,0%                                              | 0,0%                                              |
| Anders/Onbekend                                   | Anders/Onbekend                                   |                                                   | 5,1%                                              | 5,1%                                              |